# Conseil jeunesse provincial
Le Conseil jeunesse provincial (CJP) est un organisme communautaire du Manitoba, qui a comme mission d'encourager tous les jeunes, en ciblant ceux âgés de 14 à 25 ans, d'être fiers d'être francophone et de vivre en français au Manitoba en les regroupant et en développant leurs compétences dans plusieurs domaines tels que la politique, l'éducation, la culture, l'économie, les sports, la santé, le patrimoine, les loisirs et les communications, tout en représentant leurs intérêts dans chacun de ces domaines. Il organise plusieurs activités au sein de la communauté, comme les Vendreyay entre autres. Le CJP est sous la tutelle de son conseil d'administration qui est composé de plusieurs différents jeunes provenants de différentes pistes et qui collabore ensemble pour créer un programme d'activités variées qui seront par la suite mises en application par les employés du CJP. Toute personne qui est d'expression française au Manitoba peut se présenter pour les postes. Mais il est possible que certaines conditions spécifiques aux postes sont présentes. 